# Damnation and a Day
Damnation and a Day – album zespołu Cradle of Filth, nagrany i wydany w 2003 roku przez wytwórnię Sony Music. 

## Lista utworów
Opracowano na podstawie materiału źródłowego.
| I. Fantasia Down 1. "A Bruise Upon the Silent Moon" – 2:03 2. "The Promise of Fever" – 5:58 3. "Hurt and Virtue" – 5:23 4. "An Enemy Led the Tempest" – 6:11 II. Paradise Lost 5. "Damned in Any Language (A Plague on Words)" – 1:58 6. "Better to Reign in Hell" – 6:11 7. "Serpent Tongue" – 5:10 8. "Carrion" – 4:42 |  | III. Sewer Side Up 9. "The Mordant Liquor of Tears" – 2:35 (utwór instrumentalny) 10. "Presents From the Poison-Hearted" – 6:19 11. "Doberman Pharaoh" – 6:03 12. "Babalon A.D. (So Glad For the Madness)" - 5.39 IV. The Scented Garden 13. "A Scarlet Witch Lit the Season" – 1:34 (utwór instrumentalny) 14. "Mannequin" – 4:27 15. "Thank God for the Suffering" – 6:13 16. "The Smoke of Her Burning" – 5:00 17. "End of Daze" – 1:24 |

| Singel - Babalon A.D. | Singel - Babalon A.D. | Singel - Babalon A.D. |
| Nr                    | Tytuł utworu          | Długość               |
| --------------------- | --------------------- | --------------------- |
| 1.                    | „Babalon A.D.”        | 05:38                 |
| 2.                    | „Serpent Tongue”      | 05:10                 |
|                       |                       | 10:48                 |

| Singel - Mannequin | Singel - Mannequin         | Singel - Mannequin |
| Nr                 | Tytuł utworu               | Długość            |
| ------------------ | -------------------------- | ------------------ |
| 1.                 | „The Promise of Fever”     | 06:11              |
| 2.                 | „Mannequin (full version)” | 04:17              |
| 3.                 | „Babalon A.D.”             | 05:57              |
| 4.                 | „Serpent Tongue Animation” | 02:00              |
|                    |                            | 18:25              |

## Twórcy
Opracowano na podstawie materiału źródłowego.
| Zespół Cradle of Filth w składzie - Dani Filth - wokal prowadzący - Paul Allender - gitara rytmiczna, gitara prowadząca - Martin "Martin Foul" Powell - instrumenty klawiszowe, wiolonczela, gitara - Dave Pybus - gitara basowa - Adrian Erlandsson - perkusja Dodatkow muzycy - Sarah Jezebel Deva - wokal wspierający - The Budapest Film Orchestra and Choir - orkiestra, chór - Dave McEwen - narracja | Produkcja - Daniel Presley - miksowanie, aranżacje, orkiestracje - Rob Caggiano - miksowanie - Ray Staff - mastering - Steve Regina, Dan Turner - inżynieria dźwięku - Doug Cook - inżynieria dźwięku, produkcja muzyczna - László Zádori - dyrygent - John Coulthart - ilustracje - Stu Williamson - zdjęcia - Samantha Bond - modelka - Fay Woolven, Tim Northrop, Paul Bolton - management |